# Darío Fernando Patiño
Darío Fernando Patiño Jiménez (Calarcá, Quindío, Colombia, 26 de febrero de 1963) es un periodista, presentador, director de noticias y cronista colombiano. Ocupó el cargo de director nacional de noticias del canal Ecuavisa de Ecuador, hasta el 14 de agosto de 2015.

## Biografía
Nació en Calarcá, Quindío el 26 de febrero de 1963, comenzó su carrera muy joven en una emisora de radio allá en Calarcá, conduciendo un programa de boleros, allí comenzó su gusto por los medios, en 1981 se fue a vivir a Bogotá para estudiar Comunicación social y periodismo en la Universidad Externado de Colombia. Estuvo en el diario económico La República escribiendo artículos, después en la agencia de noticias Colprensa, y después salta a la televisión en el Noticiero de las Siete de Programar Televisión como jefe de redacción. Tras su salida del Noticiero de las Siete, Patiño se va en 1992 para el Noticiero QAP como subdirector. Tras la finalización de QAP en 1997, Darío migra junto con otros compañeros de QAP, a Noticias RCN como director de las emisiones de entre semana y también formando parte del programa La noche. Tras su salida de RCN, él migra a Casa Editorial El Tiempo para ser el director de noticias del naciente Citytv, junto con el hoy exsenador Juan Lozano Ramírez. Después pasa a Noticias Caracol, primero como subdirector y después en 2002 como director tras la renuncia de Yamid Amat, cargo que ostentó hasta el 9 de diciembre de 2011, siendo reemplazado por el periodista Luis Carlos Vélez. En Caracol también hizo los programas Lechuza, Hablando claro con la prensa y El Radar. En marzo de 2011, siendo aún parte de Caracol, cancela de manera arbitraria e injusta el espacio idiomático Los puntos sobre las íes a cargo del profesor Cleóbulo Sabogal Cárdenas. En julio de 2012 asume como director nacional de noticias de Ecuavisa en Ecuador, llegando a dirigir periodistas como Alfonso Espinosa de los Monteros, Teresa Arboleda, María Isabel Crespo de Lebed, Pedro Jiménez y Tania Tinoco, entre otros. También es el Consejero Editorial de Revista Vistazo, también en Ecuador.
Darío se retira de Ecuavisa en agosto de 2015, por razones personales deja Ecuador para volver a su país natal Colombia, Alfonso Espinosa de los Monteros queda como director encargado hasta el nombramiento del reemplazo de Patiño. Tras su regreso a Colombia, Patiño ha estado en programas de televisión como Conversemos de Actualidad del Canal Institucional de RTVC. El 1 de febrero de 2016 ingresa a formar parte del equipo de La Señal de la Mañana en la Radio Nacional de Colombia.